# Odontopera uchidai
Odontopera uchidai là một loài bướm đêm trong họ Geometridae.